# 心もJUMPして! 夏のイントロ
「心もJUMPして! 夏のイントロ」（こころもジャンプして なつのイントロ）は、福永恵規の楽曲で、4枚目のシングル。1987年4月24日にキャニオン・レコードから発売。

## 解説
表題曲は、OVA『プロジェクトA子2 大徳寺財閥の陰謀』主題歌で、レコード会社のディレクターからの依頼で竹内まりやが作詞・作曲を手がけた。
その後、2013年に竹内のコンピレーション・アルバム『Mariya's Songbook』にてデモ音源として竹内のセルフカバーが収録され、タイトルも『夏のイントロ』となっている。
福永が発表した最後のシングル。

## 収録曲
1. 心もJUMPして! 夏のイントロ (4:11)
作詞・作曲：竹内まりや　編曲：新川博
2. 星のROMANCE (3:31)
作詞：許瑛子　作曲・編曲：後藤次利

## 収録アルバム
オリジナル
- 『SAMBO』 (#1)

ベスト
- 『福永恵規ベスト』 (#1,2)
- 『MYこれ!クション 福永恵規BEST』 (#1,2)
  - どちらもリマスタリングされている。

コンピレーション
- 『おニャン子クラブA面コレクション Vol.4』 (#1)
- 『おニャン子クラブB面コレクション Vol.4』 (#2)
- 『「プロジェクトA子」オリジナル・ソング・ブック』 (#1)
- 『Mariya's Songbook』（#1）

## 参考資料
- 『Mariya's Songbook』（ライナーノーツ）MOON RECORDS/ワーナーミュージック・ジャパン、2013年12月。WPCI 11666。